# 鳴海潟陸奥雄
鳴海潟 陸奥雄（なるみがた むつお、1909年3月6日 - 没年不明）は、青森県南津軽郡浅瀬石村（現・黒石市）出身で出羽海部屋に所属した元大相撲力士。本名は鳴海 源吉。最高位は西十両9枚目（ただし、後述のように十両力士として土俵に上がらなかった）。

## 来歴
1925年郷里の大関大ノ里に憧れて上京し出羽海部屋に入門した。翌1926年1月場所「鳴海潟」の四股名で番付についた。その後は順調に番付を上げ、1932年1月場所で十両に昇進した。しかし、番付発表後天竜は角界の改革を訴えこれに大ノ里も同調したため春秋園事件が起きた。天竜、大ノ里らは相撲協会を脱退。鳴海潟も大ノ里と行動を共にし脱退した。天竜率いる「大日本新興力士団」に加わった。その後新興力士団は衰退し解散、鳴海潟は相撲協会に復帰しなかった。その後の消息は不明。